# Gävle Heliga Trefaldighets distrikt
Gävle Heliga Trefaldighets distrikt är ett distrikt i Gävle kommun och Gävleborgs län. Distriktet omfattar bland annat de centrala delarna av tätorten Gävle, ett område österut runt tätorterna Norrlandet och Bönan samt en stor del av Gävlebukten, inklusive Limön. Befolkningsmässigt är distriktet landskapets såväl som länets största.

## Tidigare administrativ tillhörighet
Distriktet inrättades 2016 och utgörs av en del av området som före 1971 utgjorde Gävle stad i dess omfattning före 1969.
Området motsvarar den omfattning Gävle Heliga Trefaldighets församling hade vid årsskiftet 1999/2000 och som den fick 1978 efter utbrytningar.

## Tätorter och småorter
I Gävle Heliga Trefaldighets distrikt finns tre tätorter och en småort.

### Tätorter
- Forsby (del av)
- Gävle (del av)
- Harkskär och Utvalnäs (del av)

### Småorter
- Jonstorp